# Явный, Андрей Игоревич
Андрей Игоревич Явный (род. 29 февраля 1980, Львов) — российский писатель украинского происхождения.
Окончил Университет имени Отто фон Герике (нем. Otto-von-Guericke-Universität Magdeburg) в Магдебурге в 2005 году. Учился также в Мюнхенской академии парапсихологии и Московском институте Тарологии.
Опубликовал ряд сочинений по истории оккультных практик в Карпатах и сам выступает как мольфар — карпатский колдун и гадатель. Как музыкант выступает в составе коллектива инструментальных импровизаций Оркестр интуитивной музыки. Участвовал в подготовке и рекламной кампании Львовского форума издателей.
Из книг Явного наибольшее внимание привлекла к себе «Книга ответов», вышедшая в 2014 году с предисловиями режиссёра Романа Виктюка и критика Данилы Давыдова. В этой книге в форме собрания афоризмов выражены как впечатления автора от путешествий по разным странам, так и советы по гармоничному устройству жизни и внутреннего мира. Данила Давыдов считает, что в целом речь в книге идёт «о трансформационном типе сознания, который при этом имеет в основе синтетический принцип взаимодействий всего со всем», и отражённый в ней «последовательный в своей непоследовательности опыт, опыт одновременно и сугубо личный, и выходящий за пределы любого „я“», стилистически определяет изречения Явного, «которые то слишком просты, то, напротив, темны и непонятны, но которые складываются в постигаемый лишь целостным узор». Синтетизм сочинений Явного, стремящихся аккумулировать в себе материал различных религиозных учений, духовных практик и мировоззренческих школ, отмечал и критик Игорь Бондарь-Терещенко в связи с книгой Явного «Музыка прощения».
Андрей Явный принял участие в сборнике рассказов русских писателей о Крыме «Крым, я люблю тебя!» (2015), вызвавшем широкий резонанс в российской прессе.
Член Союза писателей России. Член попечительского совета международного благотворительного фонда «Дети солнца».
Победитель второго сезона программы Черно-белое (Первый канал).

## Книги
- Рыбак по имени Сомнение. — Украина, Луцк, 2004. [11]
- Управление Судьбой. — СПб.: Питер, 2011.
- Как усмирить сумасшедшую обезьяну. — М.: АСТ, 2013.
- Книга ответов. — М.: Касталия, 2014.
- Защита от темных сил. — М.: Эксмо, 2016.
- Победа над страхом. — М.: Эксмо, 2016.
- Музыка прощения. — М.: Эксмо, 2017.
- Средство от земли - М.: Стеклограф, 2020.